# Kassowitz Félix
Kassowitz Félix („Kasso”) (Bécs, 1907. május 17. – Budapest, 1983. április 13.) magyar karikaturista, grafikus.

## Pályafutása
Kassowitz Jenő (1878–1961) cukrász és Löw Melánia (1883–1957) fia. Kereskedelmi pályára készült, majd hírlapi gyorsíróként dolgozott. 1930–32 között Párizsban élt, ahol karikaturistaként működött. Munkáit rendszeresen közölte a Le rire, majd több más párizsi lap is, köztük a Marianne, a Petit Journal,  és a L'intransigeant.
Az 1930-as évek első felében visszatért Budapestre. 1935-ben a Vasárnapi Ujság számára illusztrált. A 30-as évek közepétől Macskássy Gyula mellett kezdett (Magyarországon az elsők között) animációs reklámfilmek készítésével foglalkozni. Munkatársai között tudhatta Szénásy György és Halász János (John Halas) is. Tagja volt a háború előtti magyar avantgárd művészeti társaságoknak, ahol a szentendrei művészekkel, Barcsay Jenővel, Korniss Dezsővel találkozhatott. Jó barátságban állt Vajda Lajossal és Bálint Endrével.
1943-ban munkaszolgálatra vitték, majd feleségével együtt deportálták. 5 éves fiának, Péternek egy katolikus család nyújtott menedéket. Túlélték a deportálást, a világháború után visszatértek Budapestre. Kassowitz meggyőződéses, régi kommunistaként belépett a Magyar Dolgozók Pártjába.
Az 1940-es évek második felétől Kassovitz Félix a Ludas Matyi és a Képes Hét folyóiratok munkatársaként dolgozott. 1945 után az egyik legszívesebben foglalkoztatott karikaturistánk lett. Munkái a Fülesben, a Népszabadságban, a Szabad Szájban, és a Tükörben jelentek meg. A sztálini időkben az újságok munkatársai, gyakran meggyőződésük ellenére a hivatalos politikai irányvonal elvárásait követték, így Kassowitz is készített több, az absztrakt festészetet kigúnyoló karikatúrát, amelyek szellemével később már azonosult.
Az 1950-es évek politikai gyakorlata láttán kommunista meggyőződése megingott. 1956 után visszaadta párttagkönyvét, és ettől kezdve csak szakmájának élt. Főleg reklámgrafikával foglalkozott. 1957-ben Kasso rajzok címmel jelentették meg karikatúra-albumát. Az 1960-as évek elejétől főként plakátművészettel foglalkozott. Egyaránt tervezett kereskedelmi és filmplakátokat. 1968-ban Munkácsy Mihály-díjjal tüntették ki.
Fia Kassovitz Péter (Pierre vagy Peter Kassovitz) (*Budapest, 1938. november 17.) az 1956-os forradalom idején elhagyta Magyarországot, Franciaországban vált íróvá, filmrendezővé. Unokája, Mathieu Kassovitz francia filmrendező, színész.

## Válogatott csoportos kiállításai
- 1947 – Újságrajzolók kiállítása, Nemzeti Szalon, Budapest
- 1953 – Plakátművészeti kiállítás, Ernst Múzeum, Budapest
- 1958 – Sport-karikatúra, Sportmúzeum, Budapest
- 1959 – Nemzetközi Karikatúra Kiállítás, Plovdiv, (Bulgária)
- 1960 – Magyar plakáttörténeti kiállítás, Műcsarnok, Budapest
- 1962 – IV. Magyar Plakátkiállítás, Műcsarnok, Budapest
- 1968 – Magyar karikatúra kiállítás, Gelsenkirchen (NSZK)
- 1975 – Jubileumi karikatúra kiállítás, Budapest

## Könyvek, amelyeket illusztrált
- Berkes Péter – Kassowitz Félix: Tűz! Tűz! (Bölcs Bagoly sorozat), Móra Ferenc Ifjúsági Könyvkiadó, Budapest, 1983 ISBN 963-11-3192-0
- R. Chitz Klára – Kassowitz Félix: Muzsikus Péter Hangszerországban, Zeneműkiadó, Budapest, 1979, ISBN 963-330-293-5
- G. Jagdfeld – N. Gernyet: Kátya és a krokodil (ford. F. Kemény Márta), Móra Kiadó, Budapest, 1961.
- Ágoston György – Veress István: Amerikából jöttem című szatirikus regényét is ő illusztrálta.